# Stola der vier Evangelisten
Die Stola der vier Evangelisten ist als liturgisches Gewand eine der Stolen des Papstes.

## Beschreibung
Üblicherweise wird sie vom Papst über weißer Soutane, Chorhemd und roter Mozetta getragen. Die Grundfarbe der Stola ist Rot. Mit goldenen Fäden sind je Seite in Ädikulä zwei Evangelisten mit ihren Symbolen abgebildet: Matthäus mit geflügeltem Mensch (links oben), Lukas mit Stier (links unten), Johannes mit Adler (rechts oben) und Markus mit Löwe (rechts unten). Dazwischen ist beidseitig ein päpstliches Wappen mit Tiara und den gekreuzten Schlüsseln. Die beiden Enden der Stola sind verbreitert und gefranst. Dort befindet sich beidseitig ein Achtspitz-Stern mit eingeschriebenem Kreuz-Ornament.

## Geschichte
Ursprünglich wurde die Stola für Papst Benedikt XV. angefertigt. Sein direkter Nachfolger Pius XI. trug die Stola nicht. Pius XII., Johannes XXIII., Paul VI., Johannes Paul I. und Johannes Paul II. trugen sie auf der Benediktionsloggia bei der Spendung den Segens Urbi et orbi direkt nach ihrer Wahl. Im Pontifikat von Johannes Paul II. zeigte sich Abnutzung an den Stickereien, vor allem an den päpstlichen Wappen. Den Plan, die Stickereien auf einen neuen Stoff zu übertragen, lehnte Johannes Paul II. aus Respekt für das historische Stück ab. Stattdessen wurde eine vollständige Kopie angefertigt. Er trug sie vor allem während des Jubeljahrs 2000. Das Duplikat trugen auch Benedikt XVI. und Leo XIV. nach ihrer Wahl. Auch Papst Franziskus verwendete die Stola gelegentlich, so bei der Eröffnung des Heiligen Jahres 2025. Beim ersten Erscheinen nach seiner Wahl hatte er sie nur während der Spendung des Segens getragen. Während der vorherigen Ansprache verzichtete er darauf.

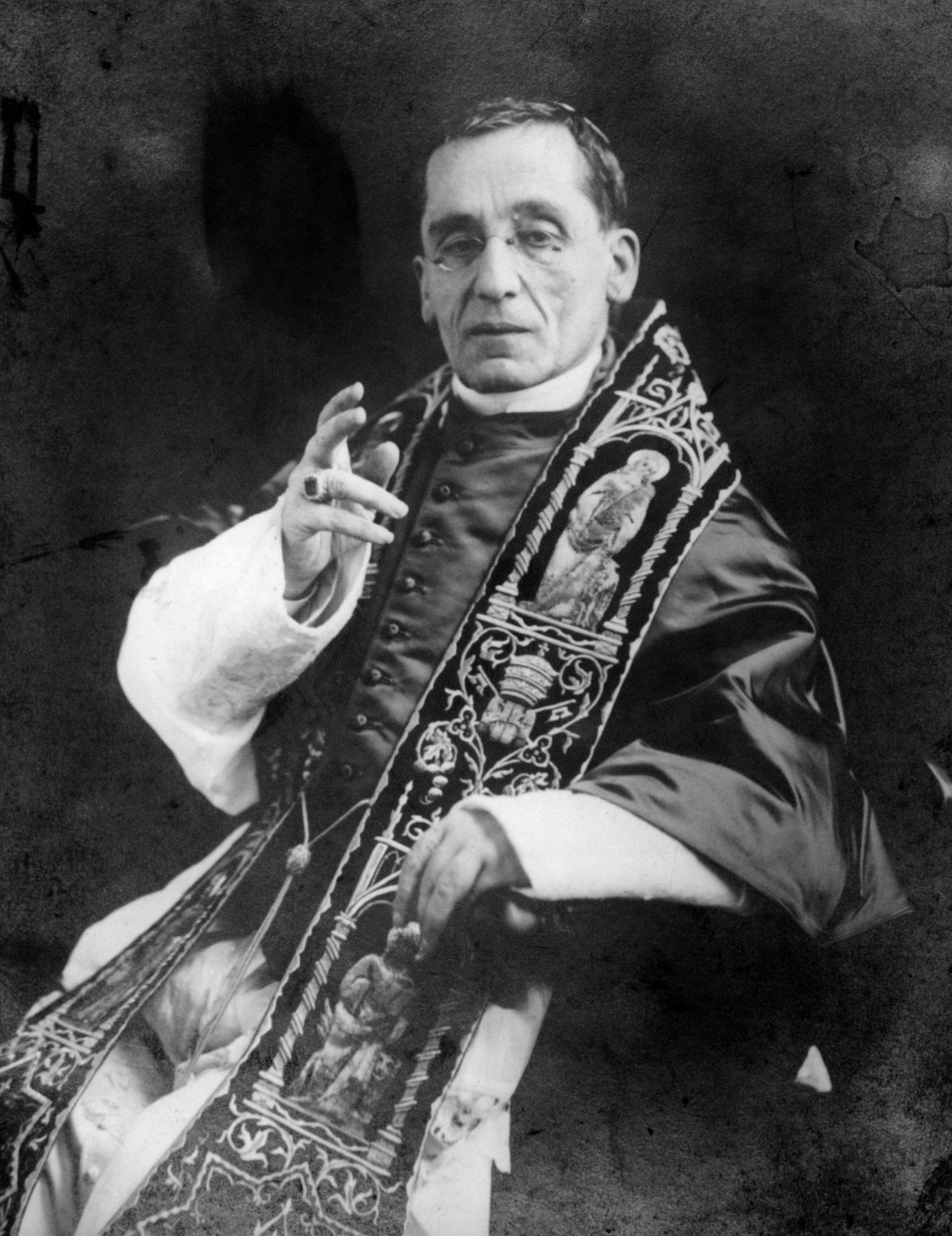
Benedikt XV.
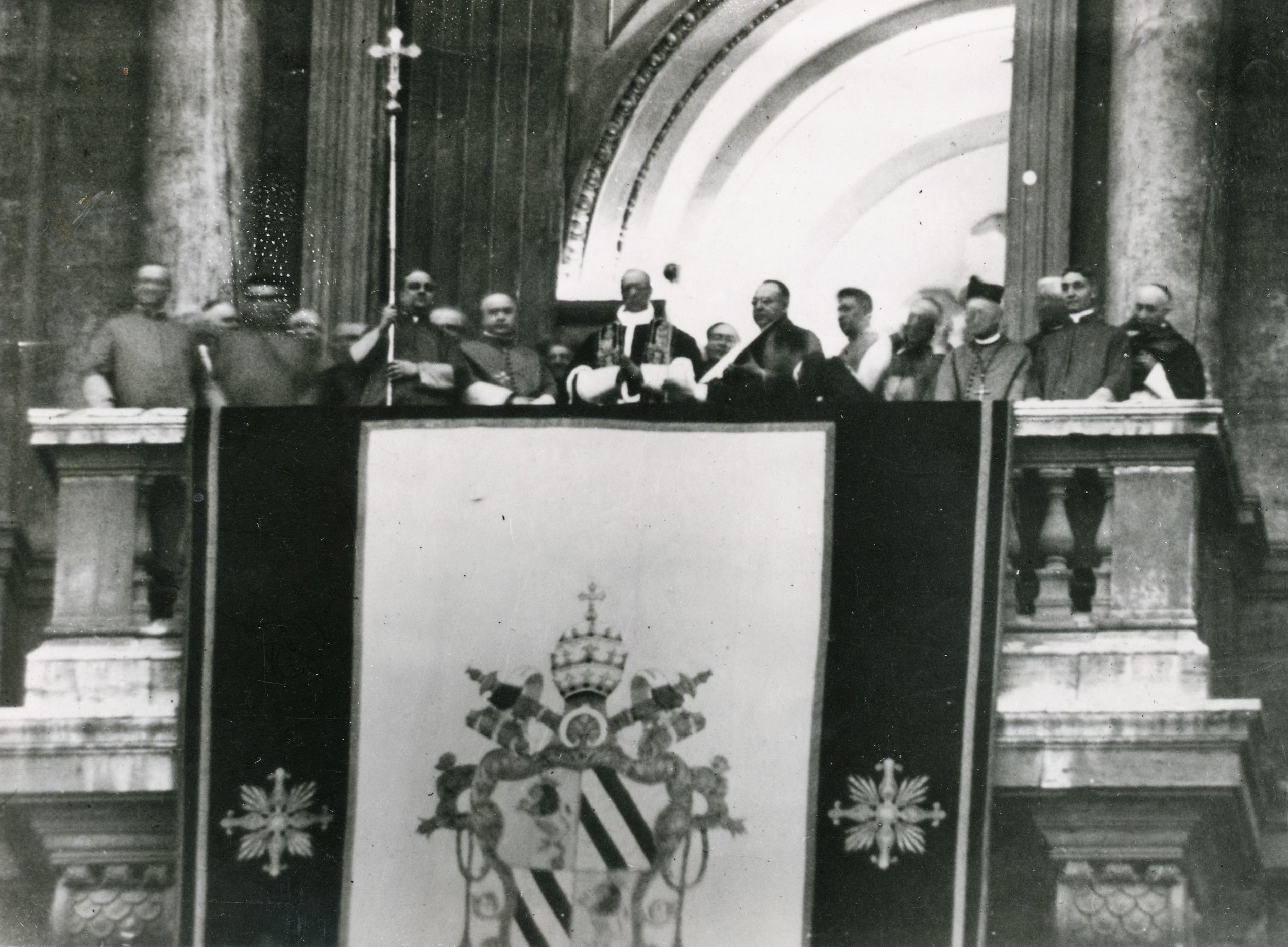
Pius XII.
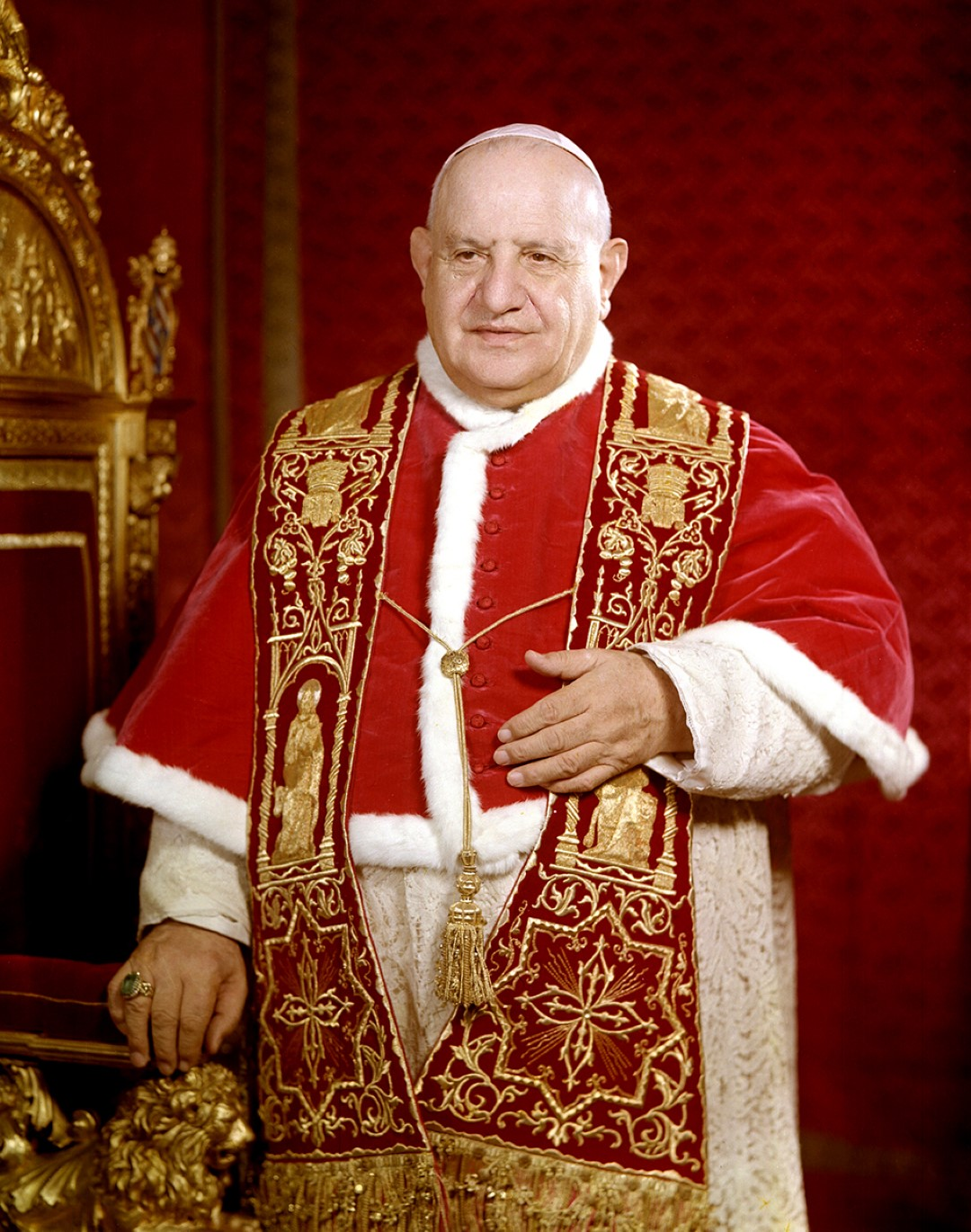
Johannes XXIII.
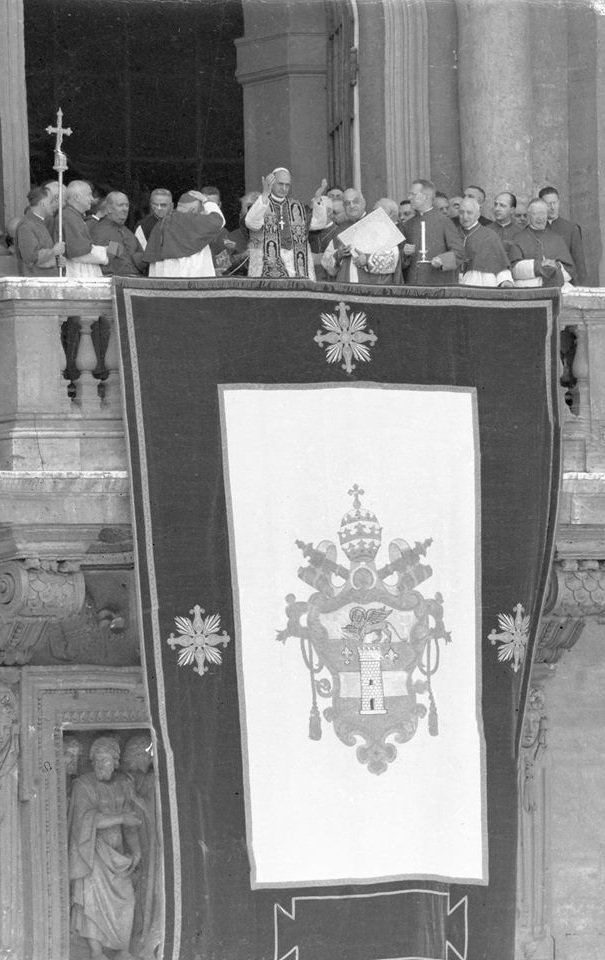
Paul VI.
Johannes Paul I.
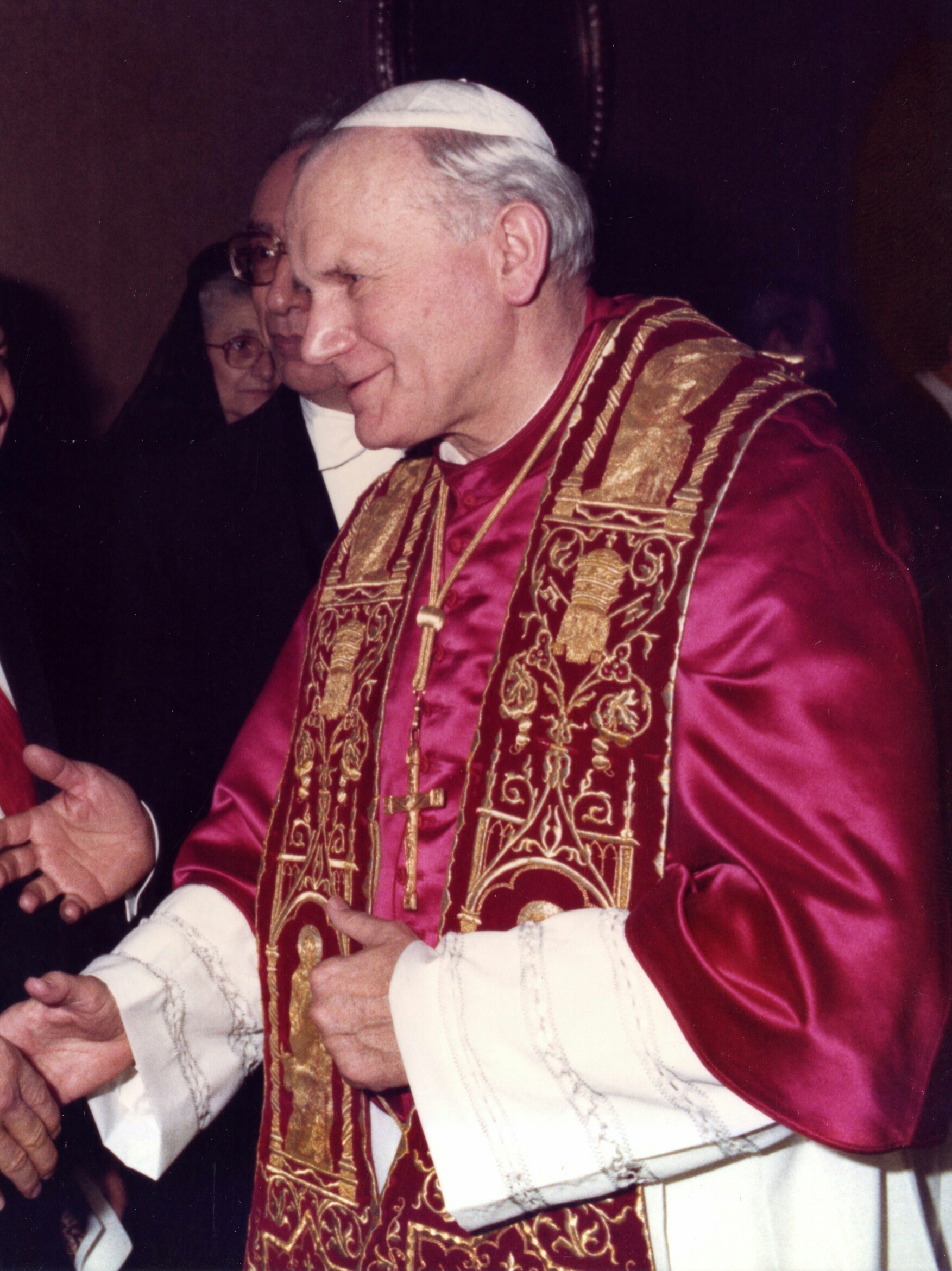
Johannes Paul II.
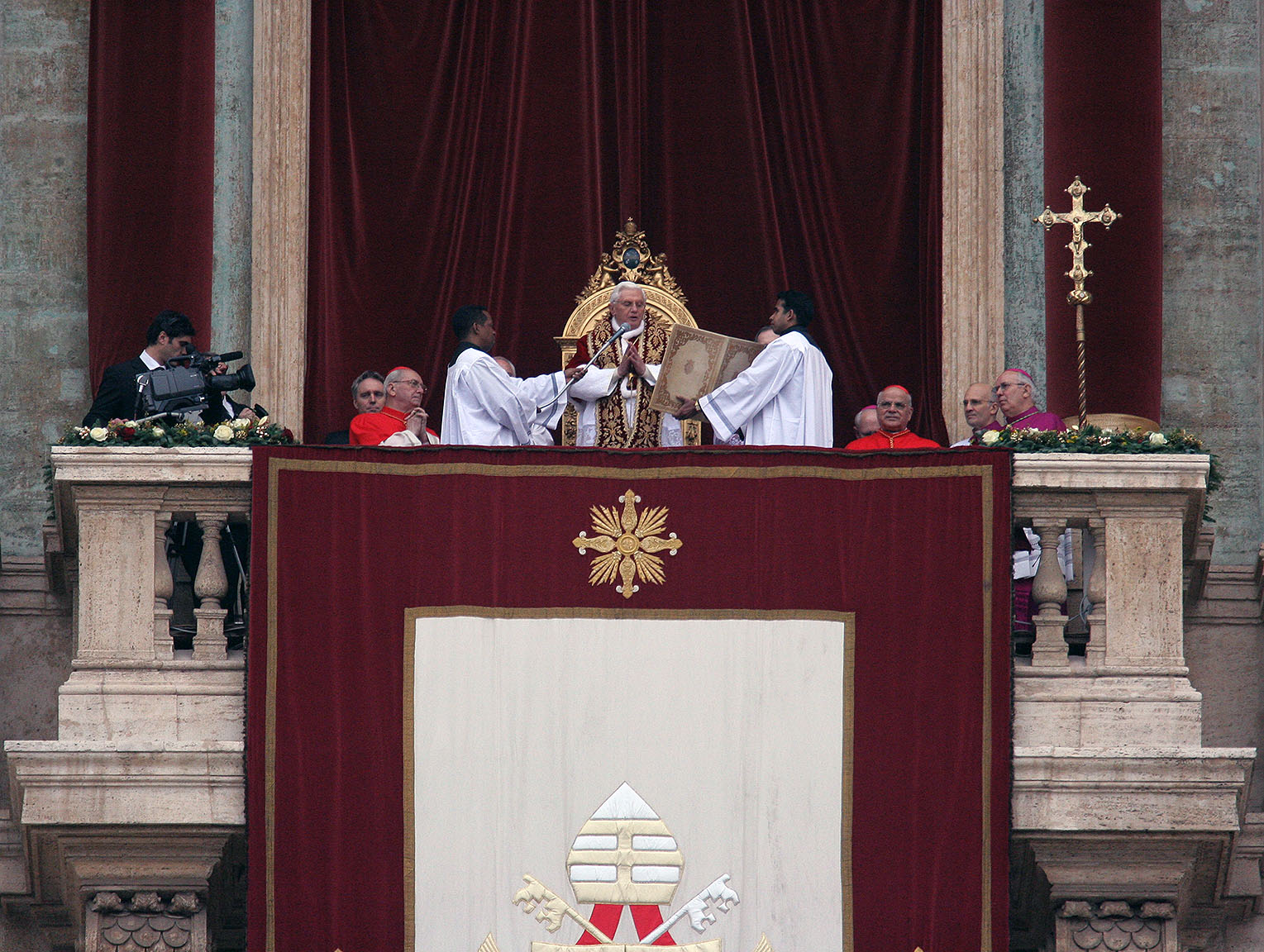
Benedikt XVI.
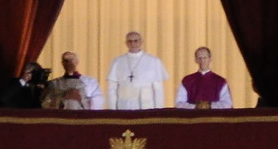
Franziskus beim Habemus papam ohne Stola und Mozzetta
Leo XIV.